# Semiotellus quadratus
Semiotellus quadratus är en stekelart som först beskrevs av Walker 1834.  Semiotellus quadratus ingår i släktet Semiotellus och familjen puppglanssteklar. Inga underarter finns listade i Catalogue of Life.